# Josef Kříbala
Josef Kříbala (2. března 1951 – ?) byl český fotbalový útočník.

## Fotbalová kariéra
V československé lize hrál za Škodu Plzeň. Žďárský odchovanec nastoupil v 59 ligových utkáních a dal 3 ligové góly. Hrál také za Metru Blansko.

## Ligová bilance
| Ročník                                   | Zápasy | Góly | Klub        |
| ---------------------------------------- | ------ | ---- | ----------- |
| 1. československá fotbalová liga 1972/73 | 6      | 0    | Škoda Plzeň |
| 1. československá fotbalová liga 1973/74 | 23     | 2    | Škoda Plzeň |
| 1. československá fotbalová liga 1974/75 | 13     | 1    | Škoda Plzeň |
| 1. československá fotbalová liga 1975/76 | 17     | 0    | Škoda Plzeň |
| CELKEM                                   | 59     | 3    |             |